# Châteauneuf (Savoie)
Châteauneuf is een gemeente in het Franse departement Savoie (regio Auvergne-Rhône-Alpes) en telt 576 inwoners (1999). De plaats maakt deel uit van het arrondissement Chambéry.

## Geografie
De oppervlakte van Châteauneuf bedraagt 7,0 km², de bevolkingsdichtheid is 82,3 inwoners per km².
De onderstaande kaart toont de ligging van Châteauneuf (Savoie) met de belangrijkste infrastructuur en aangrenzende gemeenten.

## Demografie
Onderstaande figuur toont het verloop van het inwonertal (bron: INSEE-tellingen).